# Absberg

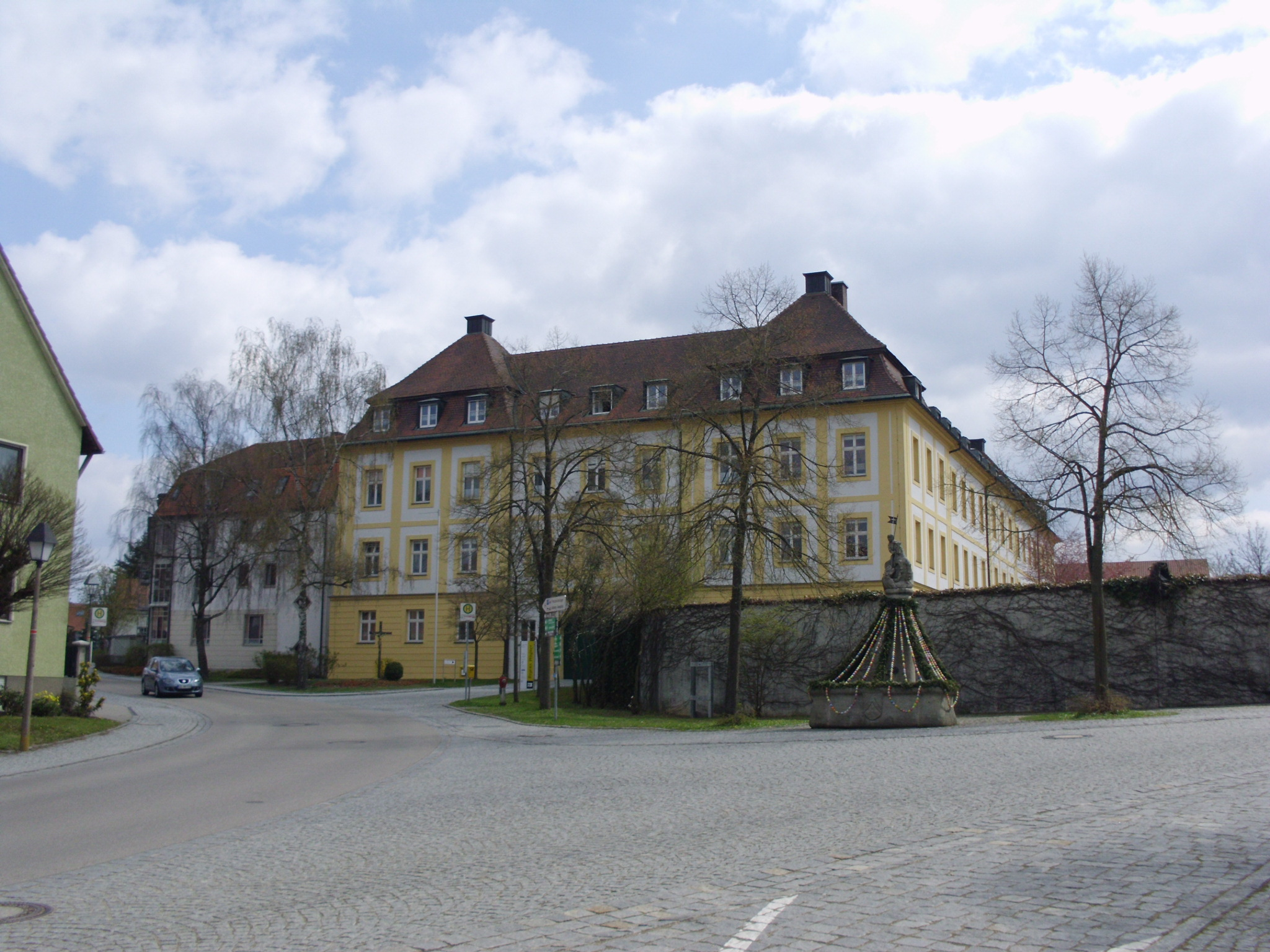
Absberg

Absberg este o comună-târg din districtul Weißenburg-Gunzenhausen, regiunea administrativă Franconia Mijlocie, landul Bavaria, Germania.